# Méliane Marcaggi
Méliane Marcaggi est une actrice, réalisatrice et scénariste française.

## Biographie
Elle joue le rôle de Morgane Bacci dans la série télévisée Hôtel de la plage (diffusée de 2014 à 2015), puis de Marie-Amélie dans l'adaptation des Vieux Fourneaux de Christophe Duthuron (2018).
Elle réalise son premier long métrage, Belle Fille, sorti en 2020 au cinéma.

## Filmographie

### Réalisatrice
- 2009 : Et toi ?, court métrage écrit par Méliane Marcaggi et coréalisé avec Jean-Marc Peyrefitte.
- 2020 : Belle Fille, long métrage coécrit avec Christophe Duthuron et Clément Michel.
- 2022 : Rendez-vous avec le crime, téléfilm France 3

### Actrice
- 2009 : Et toi ? de Méliane Marcaggi et Jean-Marc Peyrefitte (court métrage).
- 2011 : La Place du cœur de Frédéric Dubreuil (court métrage).
- 2015 : Le Talent de mes amis d'Alex Lutz ;
- 2015 : Up To Me de Dorine Hollier (court métrage).
- 2018 : Les Vieux Fourneaux de Christophe Duthuron.
- 2024 : Fêlés de Christophe Duthuron.